# Rakouský poutní hospic u Svaté Rodiny v Jeruzalémě
Rakouský poutní hospic u Svaté Rodiny v Jeruzalémě je katolický rakouský dům pro poutníky v Jeruzalémě na Via Dolorosa. Byl založen v letech 1856–1857 a dostavěn v roce 1863, kdy jej vysvětil jeruzalémský patriarcha Giuseppe Valerga. Původně sloužil pro celou Habsburskou monarchii, nyní je ve vlastnictví římskokatolické církve v Rakousku.

## Seznam rektorů poutního domu
| Jméno                   | Původ             | Období    |
| ----------------------- | ----------------- | --------- |
| Eduard Kröll            | Brno              | 1863–1864 |
| Hermann Zschokke        | Česká Lípa        | 1864–1866 |
| Albert v. Hörmann       | Bregenz           | 1866–1867 |
| Anton Wecera            | Morava            | 1867–1868 |
| Franz Horvath           | Kraňsko           | 1868–1870 |
| Stephan Rosenberger     | Vídeň             | 1870–1871 |
| Ignaz Fischer           | Hradec Králové    | 1871–1873 |
| Karl Schnabl            | Vídeň             | 1873–1876 |
| Johann Fahrngruber      | Sankt Pölten      | 1876–1879 |
| Franz Josef Costa-Major | Tyrolsko          | 1879–1892 |
| Richard Joch            | Hranice na Moravě | 1893–1895 |
| František Maleček       | Praha             | 1895–1897 |
| Stephan Csarszky        | Ostřihom          | 1897–1902 |
| Franz Fellinger         | Linec             | 1902–1906 |
| Martin Ehrlich          | Gurk              | 1906–1910 |
| Leopold Dangelmajer     | Ostřihom          | 1910–1911 |
| Jakob André             | Salcburk          | 1911–1913 |
| Franz Fellinger         | Linec             | 1913–1935 |
| Franz Haider            | Vídeň             | 1935–1954 |
| Ernst Bannert           | Burgenland        | 1964–1966 |
| Franz Sauer             | Štýrský Hradec    | 1966–1987 |
| Wolfgang Schwarz        | Vídeň             | 1987–2004 |
| Markus Stephan Bugnyár  | Burgenland        | od 2004   |